# Clodomiro Castilla
Clodomiro Segundo del Cristo Castilla Ospino (Montería, 8 de agosto de 1959 - ibid, 20 de marzo de 2010) fue un periodista colombiano, editor de la revista El Pulso del Tiempo magazine y reportero radiofónico para la La Voz de Montería.

## Biografía
Castilla fue un periodista muy crítico con la corrupción del gobierno local del Departamento de Córdoba. En particular, Castilla era conocido por informar sobre Salvatore Mancuso, un líder paramilitar local que fue extraditado a Estados Unidos para enfrentarse a cargos de narcotráfico en 2008. Mancuso tenía fuertes vínculos con políticos locales e intereses comerciales. Castilla había recibido amenazas de muerte por informar sobre la conexión entre políticos locales y paramilitares que operan en el norte de Colombia. Tuvo guardaespaldas durante dos años pero no la tenía en el momento de su muerte.

## Asesinato
Castilla fue asesinado el 20 de marzo de 2010, por dos atacantes anónimos mientras leía en su balcón en su casa de El Puente, en Montería.
El asesinato de Castilla fue el segundo asesinato de un periodista en Colombia en 2010. El presidente colombiano Álvaro Uribe, dueño de un rancho cerca de Montería, condenó el asesinato de Castilla: '"Hemos hecho todo lo posible para detener la amenaza de asesinatos contra periodistas... Justo cuando pensábamos que habíamos superado la trágica situación, aparecen más asesinatos de periodistas. La policía pagó una recompensa de $ 26,000 USD por la captura de sus asesinos.
Rafael Gómez, el editor y propietario de la cadena de radio La Voz de Montería donde Castilla trabajaba hasta su muerte, explicó que el departamento de Córdoba es una zona particularmente peligrosa para los periodistas en Colombia, "Estamos en la peor ubicación de Colombia... Nadie se atreve a decir nada. Somos los únicos."